# Eli Ferreira
Elidiane "Eli" Ferreira (Nova Iguaçu, 23 de abril de 1991), é uma atriz, dubladora e modelo brasileira.
Ficou conhecida ao interpretar a refugiada congolesa Marie Patchou na telenovela brasileira Órfãos da Terra, produzida pelo TV Globo, que venceu o Emmy Internacional na categoria de melhor telenovela em 2020. Em 2022, interpretou a economista Laura Pinho em Mar do Sertão, também na Globo e, dois anos depois, deu vida ao papel da Professora Lu no reboot da novela Renascer, com direção artística de Gustavo Fernandéz.

## Biografia
Nascida Elidiane Ferreira em 23 de abril de 1991, foi criada entre os municípios de Nova Iguaçu e Belford Roxo, na Baixada Fluminense.

Filha de doméstica, com cinco irmãos, conheceu o pai, mas não teve seu reconhecimento, por isso não tem seu nome assinado na certidão de nascimento da atriz. Numa entrevista para o Heloisa Tolipan, onde falava de paternidade, afirmou:
"Deus é meu pai. Eu faço parte daqueles brasileiros que não tiveram reconhecimento paterno. Foi Deus quem me impulsionou e me colocou onde estou. (…) Há pessoas que se assustam com o fato de eu só ter um sobrenome, de ser só 'Elidiane Ferreira'."
Foi criada em Belford Roxo, no bairro de Santo Antônio da Prata, e, apesar de morar em São Paulo, sempre visita sua terra natal, onde moram seus amigos e parentes.

## Carreira
Apesar de querer ser bailarina, a mãe de Eli não tinha condições financeiras para pagar um curso, foi então que ela encorajou a atriz de participar de um curso de modelo gratuito. Aos 17 anos, a artista foi convidada a participar de seu primeiro concurso de beleza, onde concorreu pela primeira vez do Miss Belford Roxo e ganhou o Miss Fotogenia. Em seguida, ficou em segundo lugar no Miss Baixada e foi eleita Musa Negra, até ganhar o Miss Belford Roxo em 2010 e ficar em terceiro lugar como Miss Rio de Janeiro no mesmo ano.
Em 2014, ganhou seu primeiro papel na televisão, numa participação especial na série Sexo e as Negas, de Miguel Falabella. No ano seguinte, interpreta a italiana Loretta no capítulo final da novela Império, onde aparece vivendo um romance com Enrico, personagem de Joaquim Lopes que foi apresentado na trama como um homem racista. No ano seguinte, interpreta a mãe da protagonista Joana na vigésima quarta temporada de Malhação. A personagem, Carmem, aparece apenas em flashbacks, mas tem importância para a trama. Além disso, faz participações especiais nas novelas Boogie Oogie e I Love Paraisópolis. De 2015 a 2018, participa da série Anos Radicais como Bruna, disponibilizada pela TV Cultura, onde discutia temas ligados a adolescência.
Em 2017, ganha seu primeiro papel fixo numa produção para a televisão: a empregada analfabeta Tiana em Tempo de Amar, novela das 18h da Rede Globo. A personagem era a única que tinha coragem de enfrentar a patroa, Lucinda (Andréia Horta), de quem se sente muito próxima. Dois anos mais tarde volta para o horário das 18h, agora como a refugiada congolesa Marie Patchou em Órfãos da Terra, que venceu o Emmy Internacional na categoria de melhor telenovela em 2020.  A novela gerou muito reconhecimento para Eli, que era amiga da protagonista, Laila (Julia Dalavia), e a atriz afirma que teve muita dificuldade em conquistar o sotaque francês da personagem.
Em 2021 faz uma participação especial na novela Nos Tempos do Imperador, como Berenice, que, ao dar à luz, tem a filha raptada por Isabel (Giulia Gayoso). No ano seguinte tem papel de destaque na inédita novela das 18h, Mar do Sertão, onde interpreta a antagonista Laura, assistente de Zé Paulino (Sergio Guizé) e tem uma paixão secreta pelo patrão. No mesmo ano faz participações no streaming: na série da Netflix Santo e na série da Prime Video Sentença.
Em 2024 pôde ser vista na série da HBO Max Cidade de Deus - A Luta Não Para, um spinoff do filme de mesmo nome, onde interpretou Lígia, uma jornalista investigativa que se alia a Buscapé (Alexandre Rodrigues). No mesmo ano, integrou o remake de Renascer como a professora Maria Lúcia (Professora Lu), personagem interpretada por Leila Lopes na versão de 1993.  Em 2025, gravou uma participação na novela Garota do Momento como Ruth de Souza, em uma homenagem à atriz, falecida em 2019; na trama, Ruth ajuda a protagonista, Beatriz (Duda Santos), a lidar com testes de câmera. 
No cinema, participou dos filmes Eduardo e Mônica (2022) Amor Assombrado (2019) e D. P. A. 2 - O Mistério do Italiano (2018), além de atuar no teatro.

## Filmografia

### Televisão
| Ano       | Título                          | Personagem                           | Notas                                      |
| --------- | ------------------------------- | ------------------------------------ | ------------------------------------------ |
| 2015      | Império                         | Loretta                              | Episódio: "13 de março"                    |
| 2015–2018 | Anos Radicais                   | Bruna                                |                                            |
| 2016      | Malhação: Pro Dia Nascer Feliz  | Carmem Gomes                         | Temporada 24 (flashbacks)                  |
| 2017      | Tempo de Amar                   | Martiniana (Tiana)                   |                                            |
| 2019      | Órfãos da Terra                 | Marie Patchou                        |                                            |
| 2020–2024 | Um Dia Qualquer                 | Jéssica                              |                                            |
| 2021      | Nos Tempos do Imperador         | Berenice                             | Episódios: "26 de novembro–3 de dezembro"  |
| 2022      | Sentença                        | Júlia                                |                                            |
| 2022      | Santo                           | Jomara                               |                                            |
| 2022      | Mar do Sertão                   | Laura Pinho                          |                                            |
| 2024      | Renascer                        | Maria Lúcia Nogueira (Professora Lu) |                                            |
| 2024      | Cidade de Deus: A Luta Não Para | Lígia                                |                                            |
| 2025      | Garota do Momento               | Ruth de Souza                        | Episódios: "30 de janeiro–15 de fevereiro" |

### Cinema
| Ano  | Título                           | Personagem  |
| ---- | -------------------------------- | ----------- |
| 2018 | Um Dia Qualquer                  | Jéssica     |
| 2018 | D. P. A. 2 - O Mistério Italiano | Bruxa Lívia |
| 2019 | Amor Assombrado                  | Rayanne     |
| 2022 | Eduardo e Mônica                 | Tina        |
| 2024 | Divertida Mente 2                | Tédio (voz) |

## Teatro
- Seis Personagens à Procura de um Autor (2011)
- O Jardim das Cerejeiras (2016)
- Será que Vai Chover (2018)
- Agreste (2018)